# Cattolici Conservatori
I Cattolici Conservatori furono un gruppo parlamentare e politico del Regno d'Italia di ispirazione conservatrice, clericale, con delle posizioni talvolta intransigenti. 
Una "destra estrema" di ispirazione cattolica, conservatrice, reazionaria, legittimista e anti-liberale si era costituita in seno al Parlamento subalpino del Regno di Sardegna durante il "decennio di preparazione" (anni '50 dell'Ottocento) nel quale Cavour e i suoi governi prepararono la seconda guerra d'indipendenza e l'unificazione italiana, varando decise norme di segno laicista ed anticlericale volte a diminuire l'influenza sociale della Chiesa in Piemonte e contrastare indirettamente lo Stato Pontificio. 
Era una fase in cui i monarchici cattolici di orientamento anti-liberale opposti a tale politica governativa di espansione ed anticlericalismo si raggruppavano in un gruppo parlamentare distinto da quello ordinario della "Destra storica" (schierato compattamente su posizioni liberali sin dal governo di Massimo d'Azeglio), definito da Antonio Gramsci nei suoi appunti "partito municipalista piemontese". 
Il leader morale della fazione era Clemente Solaro della Margarita, ex ministro degli affari esteri sotto Carlo Alberto. Tuttavia, questo raggruppamento parlamentare piemontese si sciolse dopo la proclamazione del Regno d'Italia, e definitivamente con il "Non expedit" di Pio IX (1871). 
Il Non expedit ricevette un allentamento ad opera di papa Pio X, che acconsentì all'elezione di candidati cattolici e devoti alla Santa Sede al Parlamento italiano mediante il Patto Gentiloni (1912) con il leader liberale Giolitti, in cambio di una tutela dei valori cattolici ed un comune contrasto all'avanzata socialista. Il Patto Gentiloni consentì dunque per la prima volta ai cattolici italiani dai tempi della proclamazione dello Stato unitario di organizzarsi elettoralmente in Parlamento, riprendendo idealmente uno schema ideologico simile al partito anti-laicista subalpino di un cinquantennio prima.
Il raggruppamento dei Cattolici Conservatori nacque nel 1913 dalla destra dell'Unione Elettorale Cattolica Italiana: alle elezioni politiche di quell'anno ottenne l'1,8%, eleggendo nove deputati.
Nel 1919 l'unione con altri soggetti di ispirazione cattolica si concretizzò nel Partito Popolare Italiano, il primo partito di cattolici in senso moderno dell'Italia unita, che ottenne il 20,5% dei voti e 100 seggi alle elezioni politiche immediatamente successive.